# Nepenthes gracilis
Nepenthes gracilis är en tvåhjärtbladig växtart som beskrevs av Pieter Willem Korthals. Nepenthes gracilis ingår i släktet Nepenthes och familjen Nepenthaceae. Inga underarter finns listade i Catalogue of Life.

## Bildgalleri

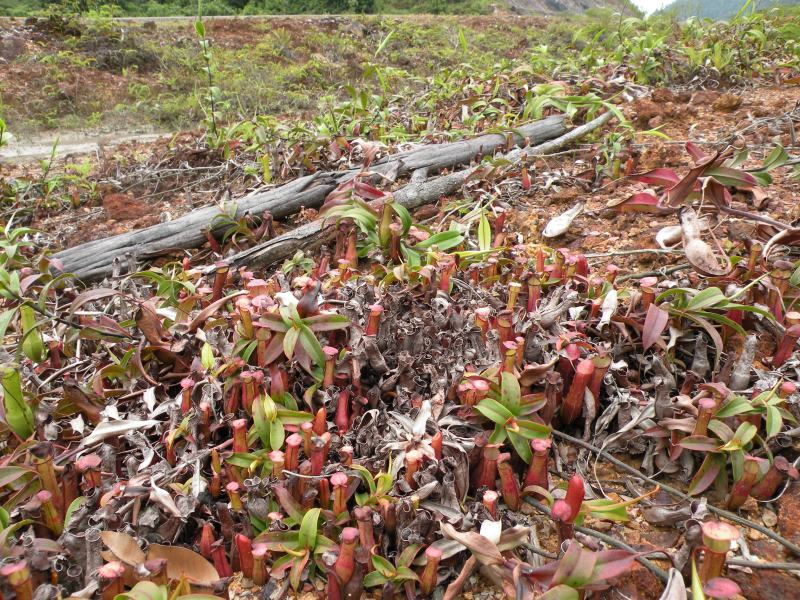
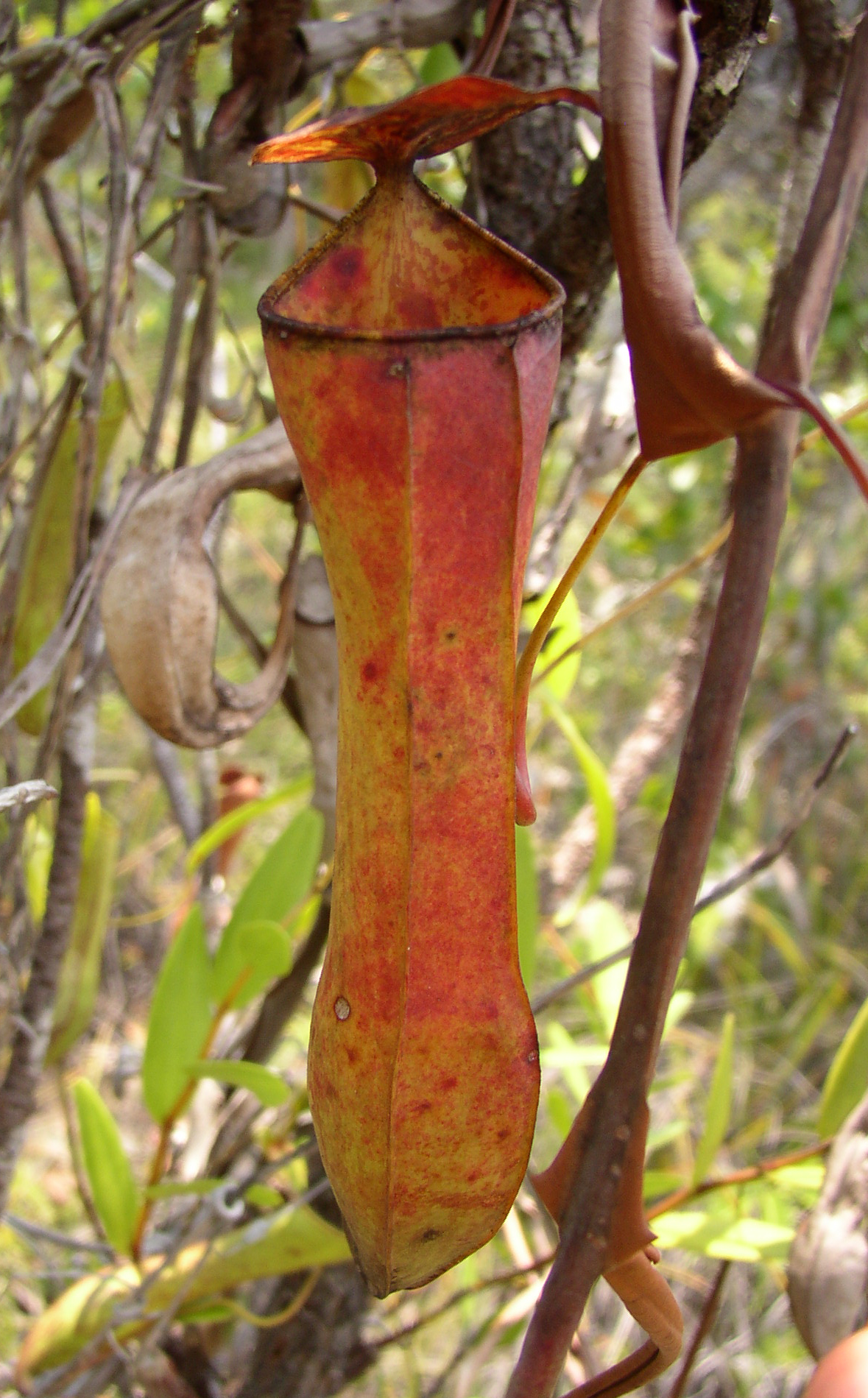
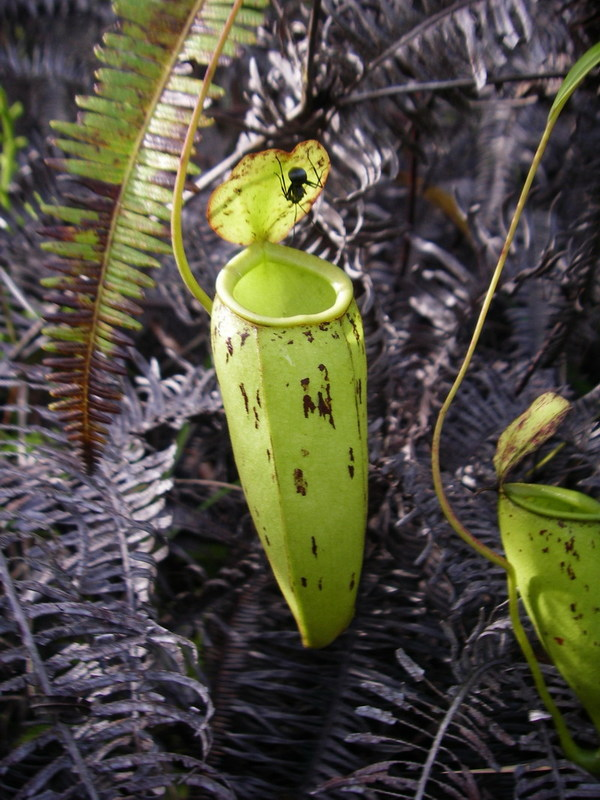